# Nielsen USTA Pro Tennis Championship 2010
Il Nielsen Pro Tennis Championship 2010 è un torneo professionistico di tennis maschile giocato sul cemento, che faceva parte dell'ATP Challenger Tour 2010. Si è giocato a Winnetka negli USA dal 28 giugno al 4 luglio 2010.

## Partecipanti

### Teste di serie
| Nazionalità | Giocatore              | Ranking* | Testa di serie |
| ----------- | ---------------------- | -------- | -------------- |
| Germania    | Björn Phau             | 100      | 1              |
| Stati Uniti | Michael Russell        | 101      | 2              |
| India       | Somdev Devvarman       | 103      | 3              |
| Argentina   | Brian Dabul            | 111      | 4              |
| Stati Uniti | Donald Young           | 113      | 5              |
| Francia     | Édouard Roger-Vasselin | 116      | 6              |
| Giappone    | Gō Soeda               | 124      | 7              |
| Stati Uniti | Kevin Kim              | 142      | 8              |

- Ranking al 21 giugno 2010.

### Altri partecipanti
Giocatori che hanno ricevuto una wild card:
- John Paul Fruttero
- Ryan Harrison
- Austin Krajicek
- Simon Stadler

Giocatori alternative:
- Noam Okun
- Donald Young

Giocatori passati dalle qualificazioni:
- Pierre-Ludovic Duclos
- Milos Raonic
- Artem Sitak
- Fritz Wolmarans

## Campioni

### Singolare
Brian Dabul ha battuto in finale  Tim Smyczek con il punteggio di 6–1, 1–6, 6–1

### Doppio
Ryler DeHeart /  Pierre-Ludovic Duclos hanno battuto in finale  Rik De Voest /  Somdev Devvarman con il punteggio di 7–6(4), 4–6, [10–8]